# Молунат (Конавле)
42°27′ пн. ш. 18°26′ сх. д. / 42.45° пн. ш. 18.43° сх. д.
Молунат (хорв. Molunat) — населений пункт у Хорватії, у Дубровницько-Неретванській жупанії у складі громади Конавле.

## Населення
Населення за даними перепису 2011 року становило 212 осіб.
Динаміка чисельності населення поселення:

## Галерея

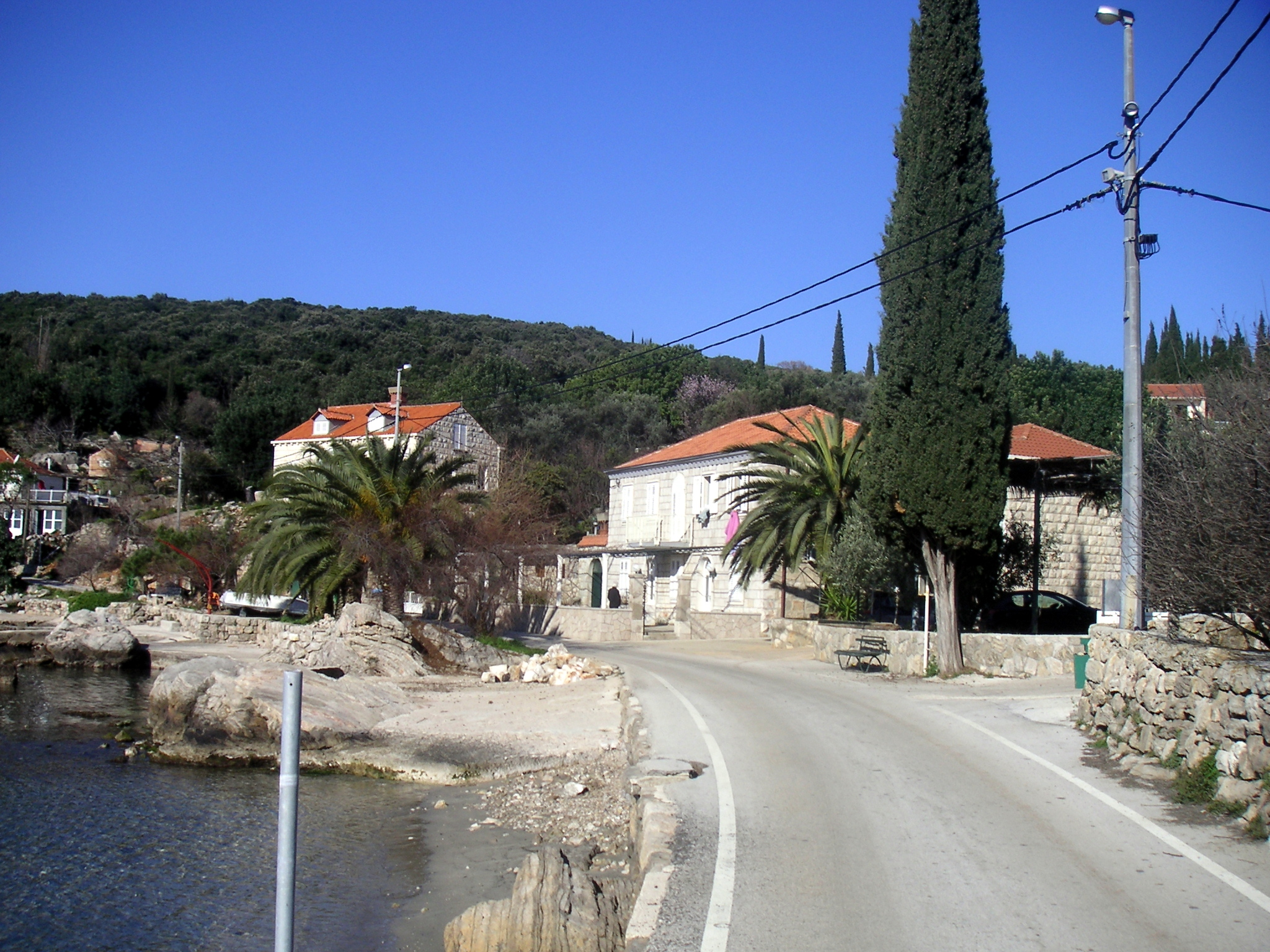
Головна вулиця Молуната
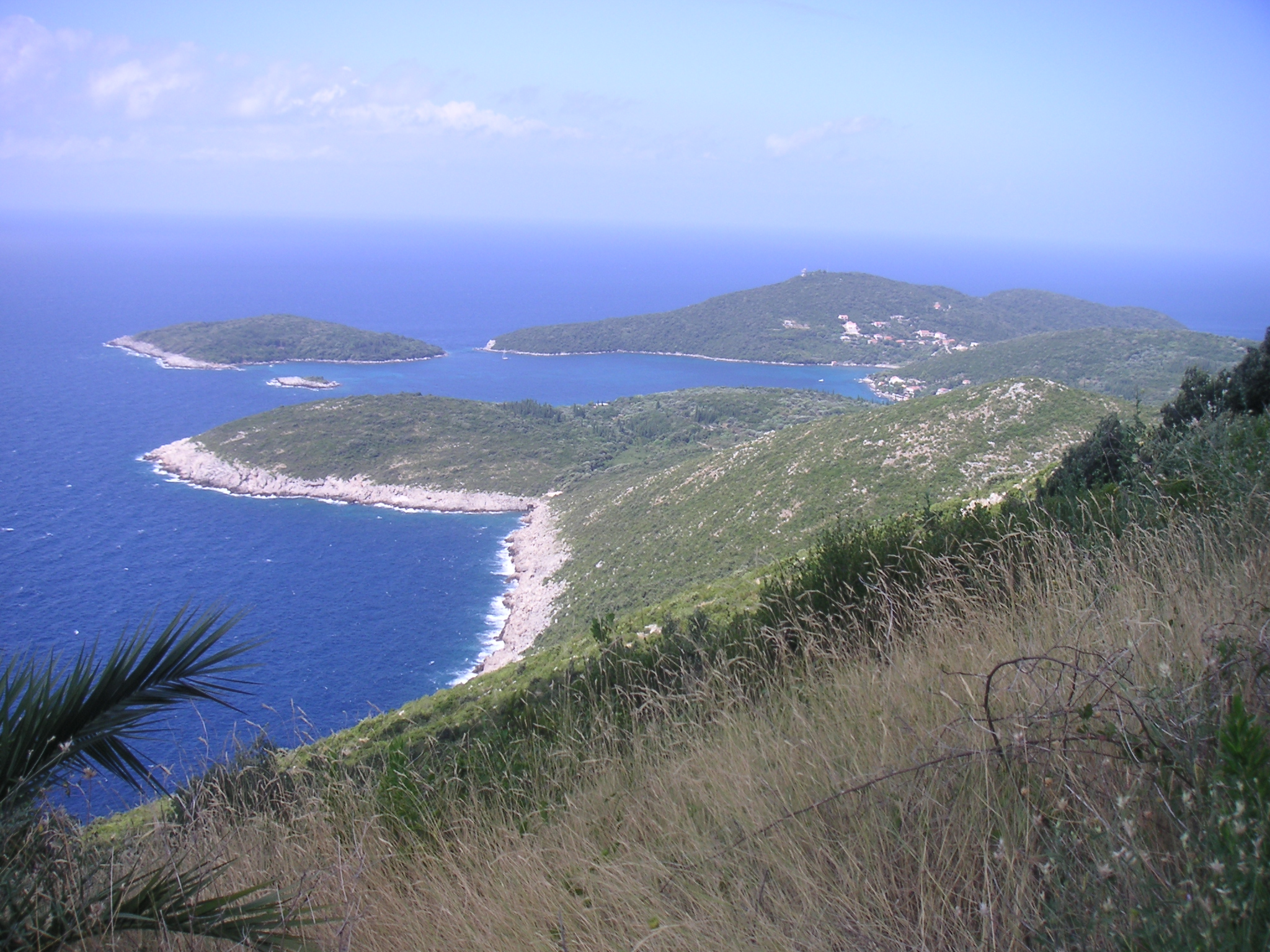
Вид на Молунат
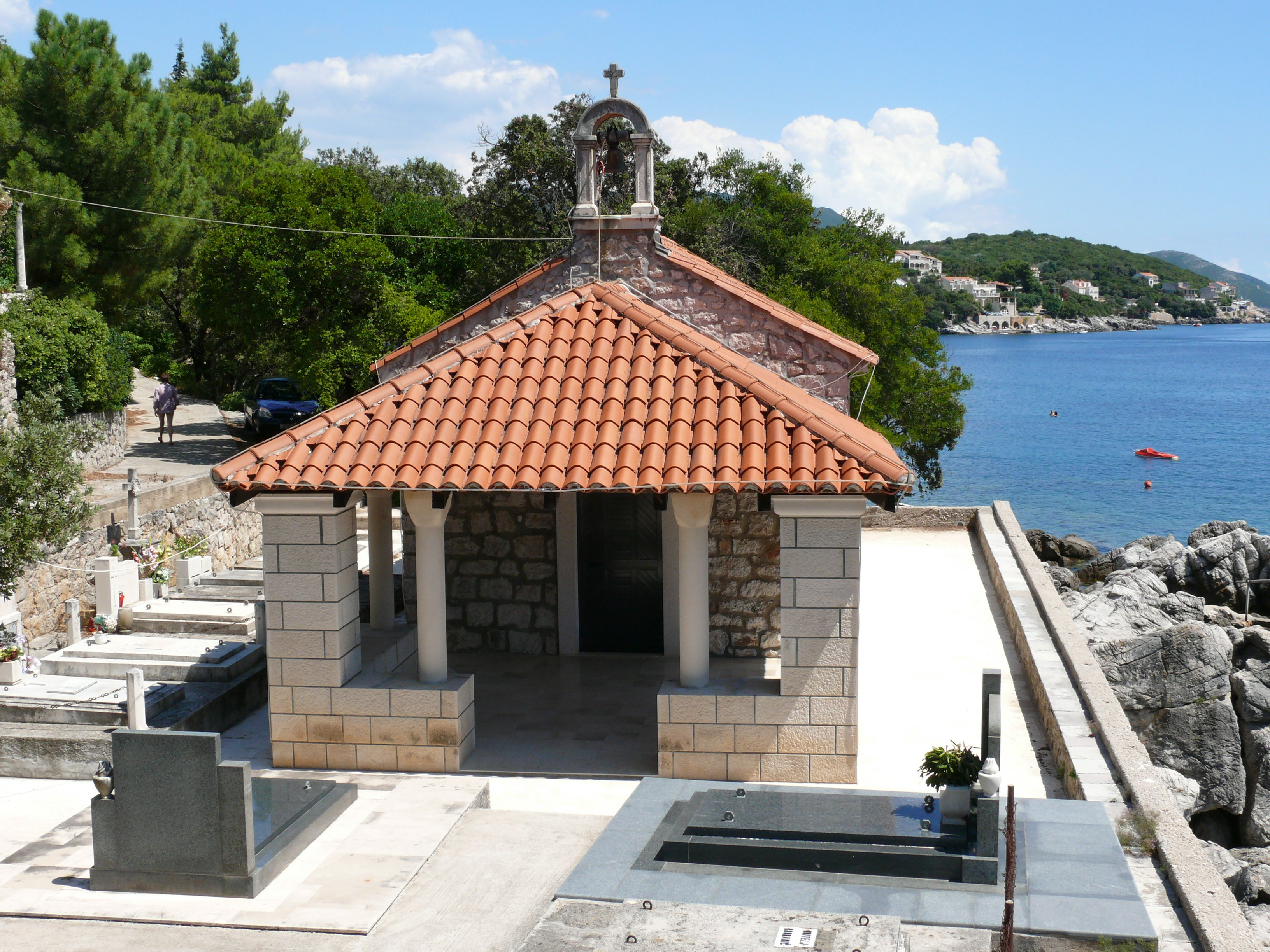
Костел Святого Миколая
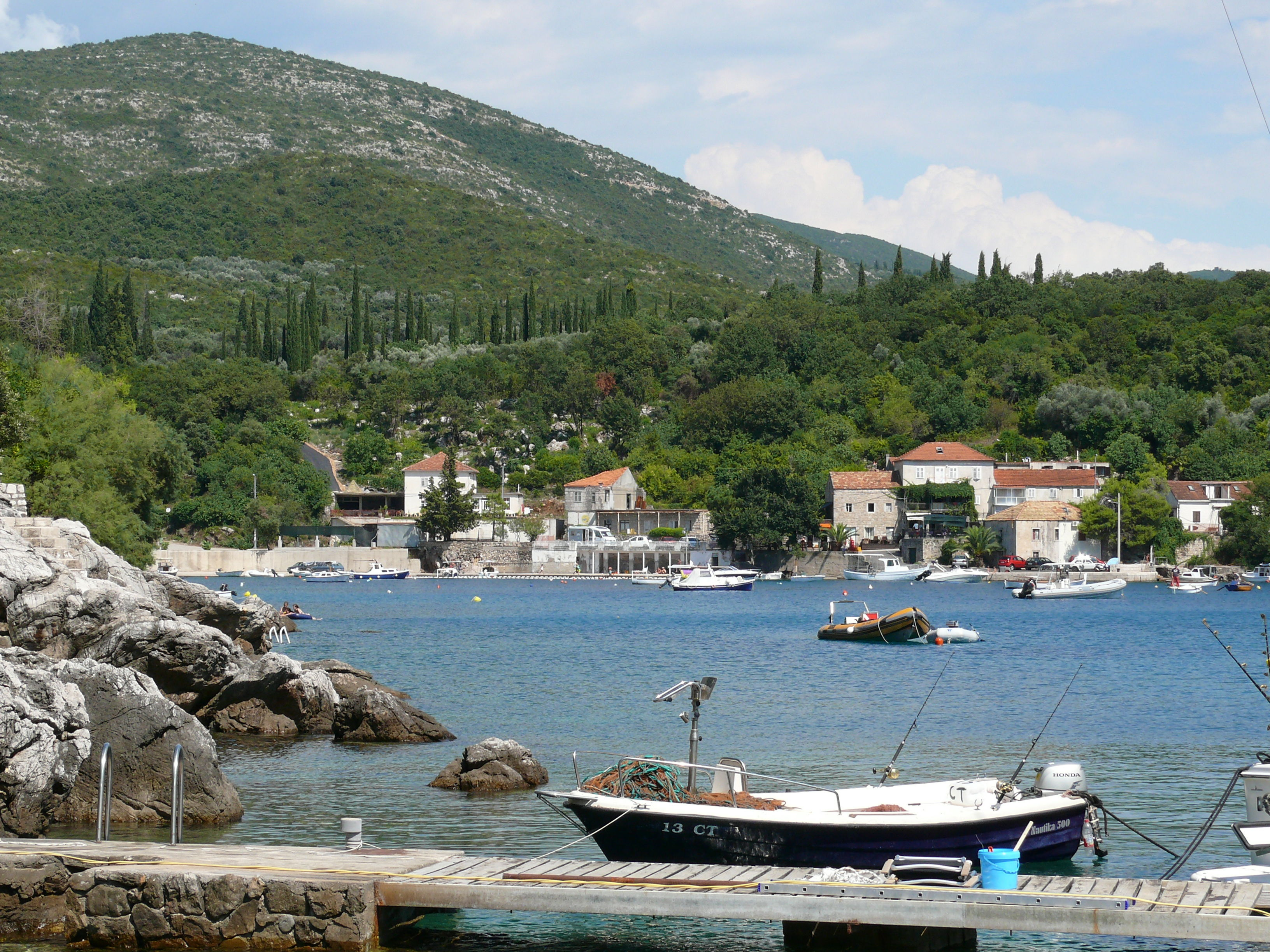
Затока
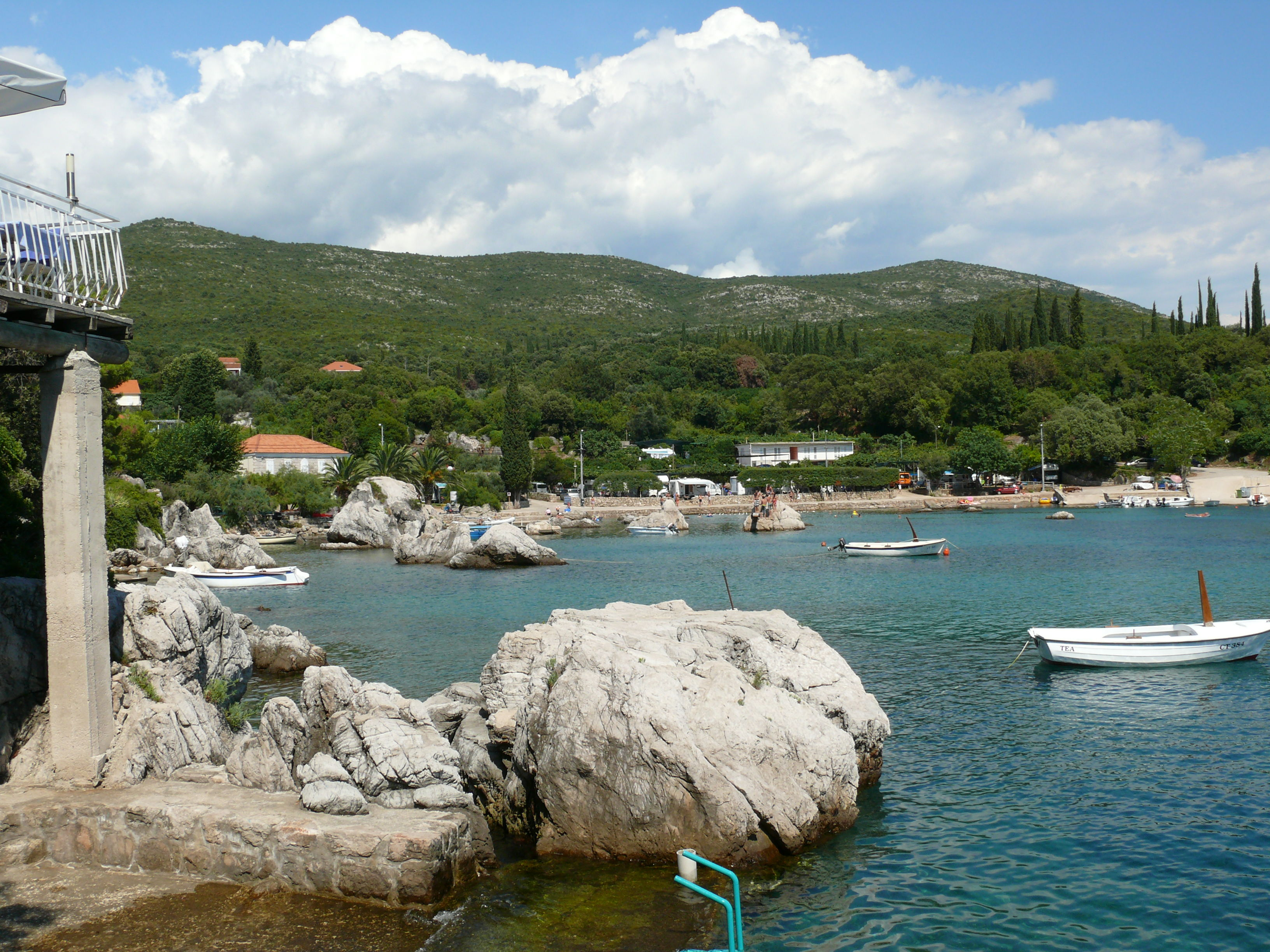
Затока Молуната
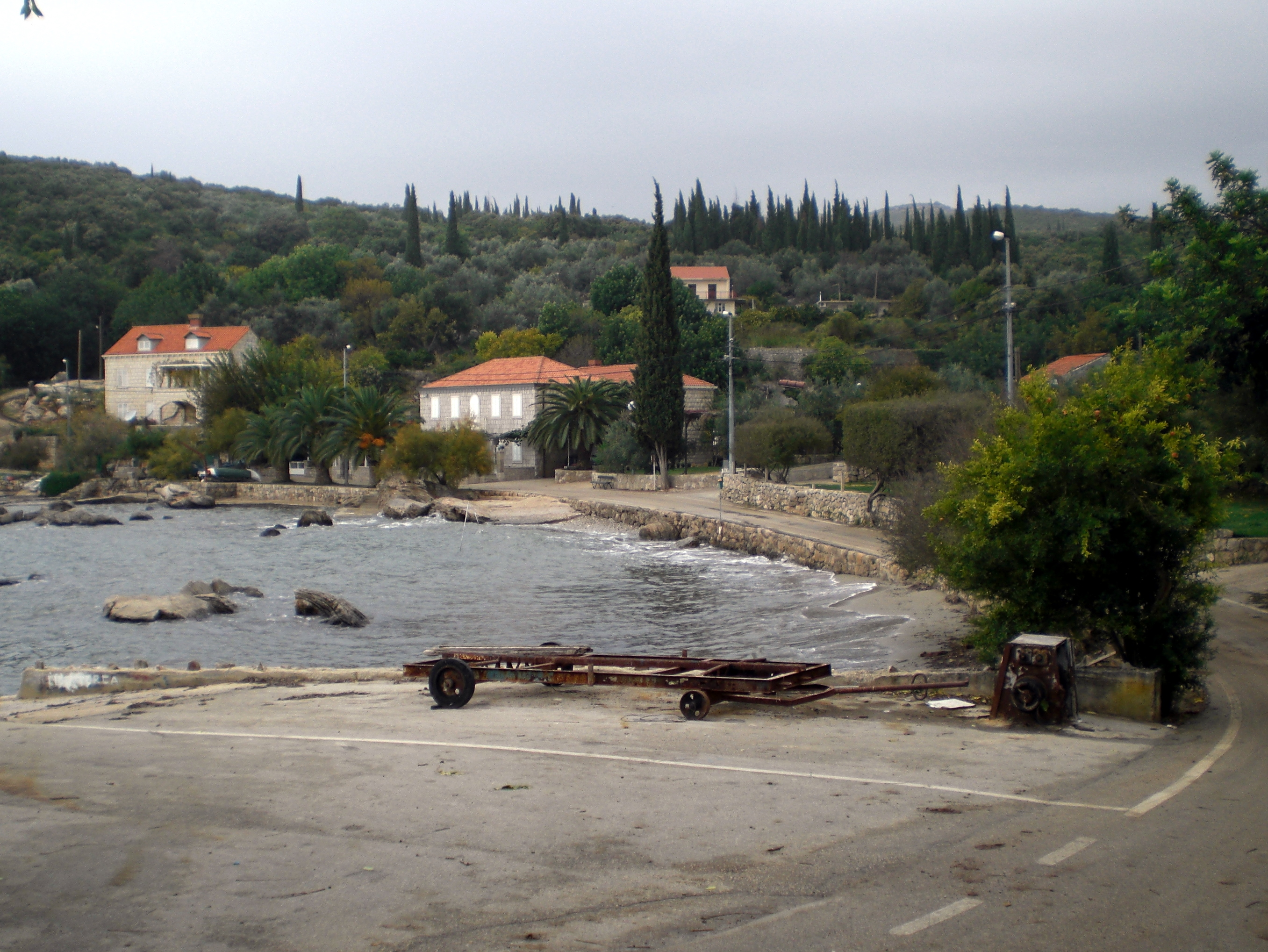
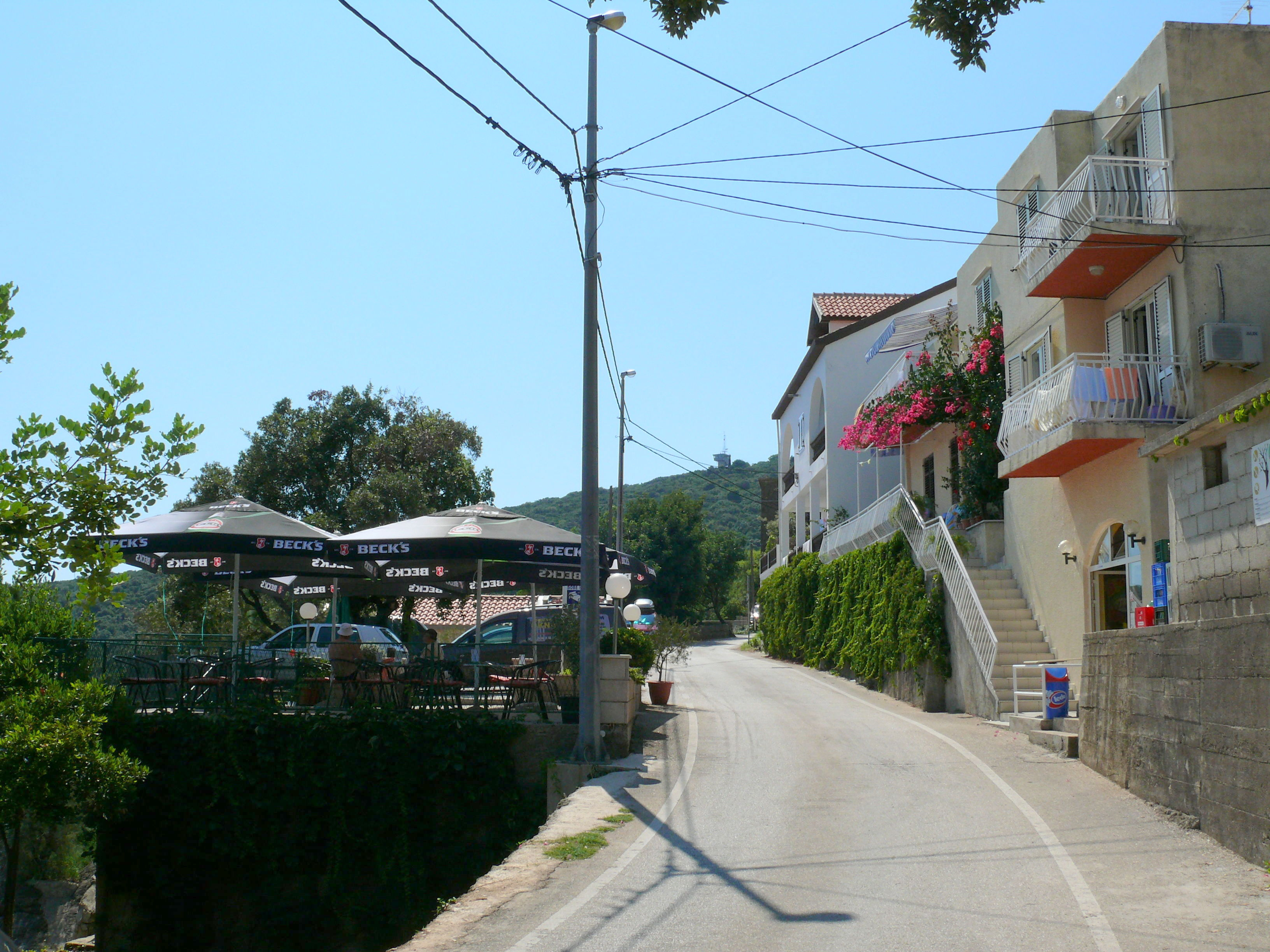
Головна вулиця літом
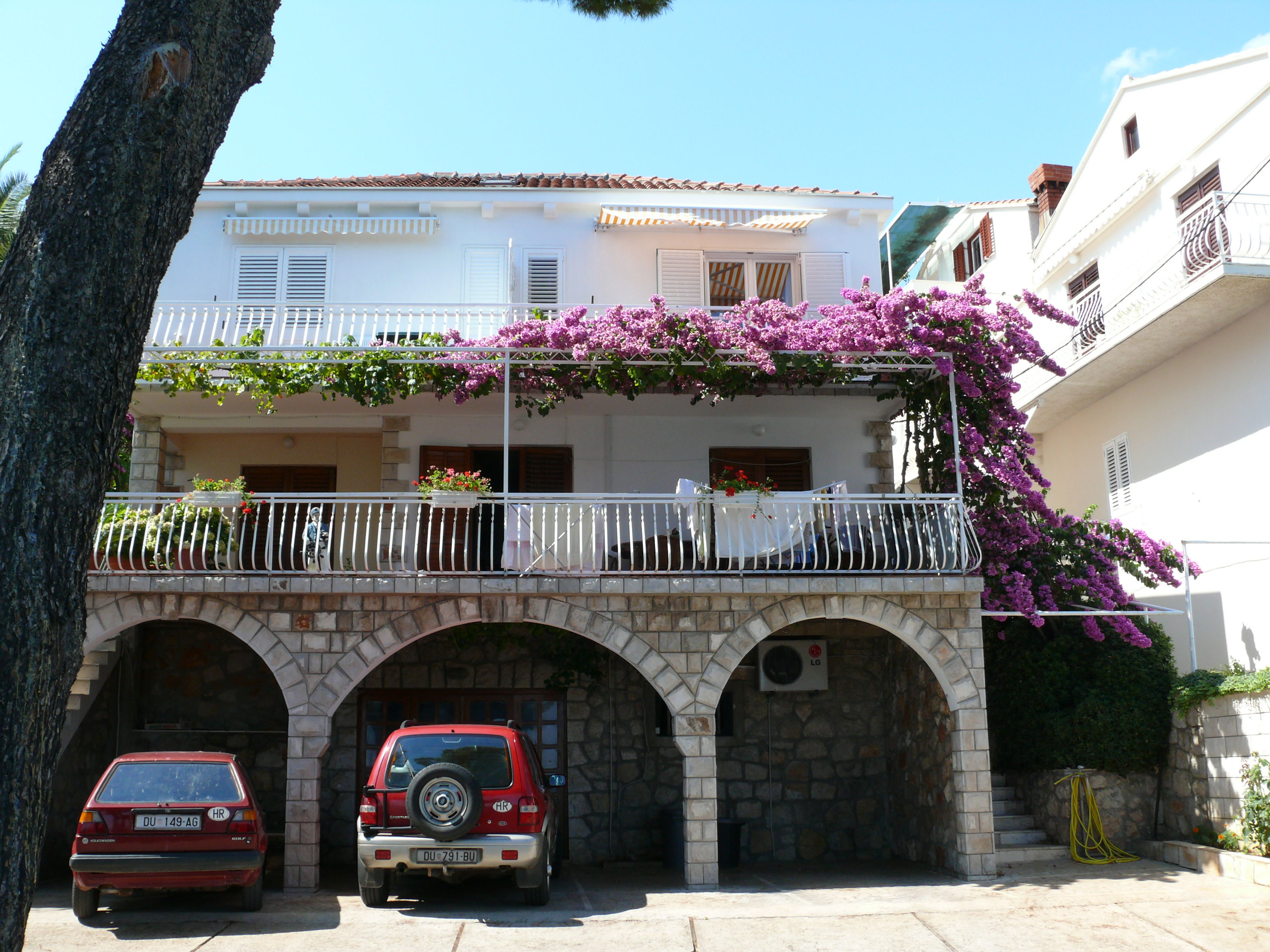
Готель